# Pablo Piferrer
Pablo Piferrer y Fábregas (Barcelona, 1818-Barcelona, 1848), en catalán: Pau Piferrer i Fàbregas, fue un periodista, poeta y prosista español.

## Biografía
Tuvo una infancia pobre; su padre fue un laborioso tejedor de velos, oriundo de Vilassar de Mar. Estudios de letras y Derecho realizados con gran esfuerzo económico. Fue bibliotecario y profesor de retórica en el Colegio Barcelonés. Colaborador de El Vapor, El Guardia Nacional, Diario de Barcelona y otros periódicos. Perteneció al grupo de escritores catalanes formado por Manuel Milá y Fontanals, Rubió y Lluch, Joaquín Rubió y Ors y otros, que supieron unir el amor a España y a su lengua con el amor a su región. Milá publicó sus poesías después de su muerte en Composiciones poéticas de don Pablo Piferrer, don Juan Bautista Carbó y don José Semís y Mensá (1851). En prosa escribió Clásicos españoles (1846), antología destinada al uso de los estudiantes que lleva una "Noticia de todas las épocas de nuestra prosa", donde se relaiza un estudio estilístico de la prosa española hasta Larra; Estudios de crítica (1859) es una colección de artículos publicados en el Diario de Barcelona sobre teatro, libros, historia, música y arte. Inició con Francisco Javier Parcerisa Recuerdos y bellezas de España con erudición arqueológica y sensibilidad artística. Cultivó asimismo la narración breve de tipo histórico ("El castillo de Monsolíu" y "Cap d'estopa") o de tipo social e imaginario ("Cuento fantástico", 1837). Se conserva también un valioso Epistolario.
Se le ha llamado poeta de alma germánica por su popularismo, la melancolía amorosa, la sencillez expresiva y cierta vaguedad en el ambiente. Admiraba de hecho el Romanticismo alemán, e introdujo la balada y se percibe la influencia de Schiller en la gravedad sentenciosa de sus poemas. Pero hay que destacar también el catalanismo manifiesto en su gusto por el color local y la suma estima en que tenía la poesía catalana popular y trovadoresca. Entre sus poemas destacan "El ermitaño de Montserrat", "Canción de la primavera", "Retorno de la feria", "Alina y el Genio" y "La cascada y la campana", poema simbólico en la que la primera incita a la desesperación y la segunda a la esperanza.